# Blumenau
Blumenau è un comune del Brasile nello Stato di Santa Catarina, parte della mesoregione della Vale do Itajaí e della microregione di Blumenau; costituisce uno dei principali centri industriali e tecnologici dello Stato.

## Storia
Fu fondata da Hermann Bruno Otto Blumenau, che arrivò il 2 settembre 1850 con una piccola imbarcazione insieme a 17 contadini tedeschi alla foce del rivo "da Velha". In seguito costruirono le famose case nello stile della costruzione a graticcio (tipica costruzione tedesca in legno).
La città ha caratteristiche molto europee per la sua architettura, la sua cucina, la sua natura, le industrie, la birra e anche i suoi eventi rappresentano un grande polo di attrazione. Confina con Jaraguá do Sul a nord, Massaranduba a nord-ovest, Pomerode a ovest, Indaial a sud-ovest, Luiz Alves e Gaspar a est, Botuverá e Guabiruba a sud. Situata in posizione strategica, vicina alle grandi città del Mercosur e alla struttura del porto, Blumenau è un punto di riferimento in materia di istruzione, infrastrutture e lavoro specializzato. La città è bagnata dal fiume Rio Itajaí- Açú ed è molto soggetta ad alluvioni come quelle catastrofiche del 1983/84 che hanno avuto un impatto nazionale. A causa di questo venne organizzato l'Oktoberfest locale, per dare sostegno alla popolazione colpita, diventando negli anni una festa ricorrente.
La città possiede una programmazione culturale e una grande importanza hanno le feste di origine tedesca, soprattutto la Oktoberfest, la seconda maggior festa della birra al mondo che avviene a ottobre, e lo Stammtisch, che è un incontro fra amici che si svolge due volte all'anno nella principale via della città e dura tutta la giornata, uno ad agosto e l'altro a novembre.
Blumenau ospita un Museo della Birra nel vecchio Birrificio Feldmann.
L'aeroporto più vicino è l'aeroporto Internazionale Ministro Victor Konder (a Navegantes), che dista circa 57 km. Ci sono anche strade che collegano Blumenau con le altre città brasiliane ed anche con il litorale.
Il crescente turismo sta portando ad un nuovo spirito conservativo, come testimonia nel 2005 il restauro del preesistente Castelinho Moelmann (1978) da parte della grande catena di abbigliamento Havan per farne un punto vendita, recuperando così un edificio costruito secondo i crismi della tradizione anziché abbatterlo per ricostruirlo ex-novo.